# Wallücke
Die Wallücke ist ein Pass im Wiehengebirge bei Hille in Nordrhein-Westfalen. Im Wiehengebirge werden derartige Gebirgseinschnitte auch Dören genannt. Der Sattel liegt auf der Grenze zwischen der Stadt Bad Oeynhausen und der Gemeinde Hille im Kreis Minden-Lübbecke.
Der Hauptkamm des Wiehengebirges, der sonst 200 bis 250 Meter hoch ist, liegt hier auf nur 152 m ü. NN. Flankiert wird der Pass von den Erhebungen Elfter Kopf (233 m ü. NN, westlich) und dem Bergkirchener Kopf (255,4 m, östlich). Wenige hundert Meter weiter östlich liegt bei Bergkirchen ein weiterer Pass. Der geschlossene Waldgürtel, der das östliche Wiehengebirge in einer Breite von 0,5 bis 2,2 Kilometern bedeckt, ist hier auf kurze Distanz unterbrochen.
Von 1898 bis 1937 verlief eine Bahnstrecke, der Wallücker Willem, von Kirchlengern bis auf diesen Sattel. Gebaut wurde die Strecke hauptsächlich, um das in einem Steinbruch („Steinbruch Störmer“) auf dem Gebirgskamm gewonnene Eisenerz in Richtung Süden abtransportieren zu können. Im Steinbruch selbst wurden Fossilien gefunden.
Über die Wallücke verbindet die Landesstraße 876 den Raum Schnathorst-Tengern-Wulferdingsen mit der Bundesstraße 65. 1985 wurde der geplante Bau einer Anschlussautobahn an die Bundesautobahn 30 Bad Oeynhausen / Bremen (Fortführung der Bundesautobahn 5) durch die Wallücke endgültig verworfen. Zudem führt eine Hochspannungsleitung über diesen Gebirgssattel.